# Barbara Wolfgang-Krenn
Barbara Wolfgang-Krenn, auch Barbara Krenn (* 19. Dezember 1969 in Bad Aussee; † 3. April 2019 in Wien), war eine österreichische Unternehmerin und Politikerin der Österreichischen Volkspartei (ÖVP). Sie wurde am 9. November 2017 als Abgeordnete zum Nationalrat angelobt.

## Leben
Sie war unter anderem als Direktionsassistentin im Hotel Yachtclub am Timmendorfer Strand tätig. Ihre Eltern betrieben in Pürgg das Gasthaus Krenn, das sie von 1988 bis 2016 als Gastwirtin selbst führte. Als Unternehmerin stieg sie in der steirischen Wirtschaftskammer bis zur Fachgruppenobfrau der steirischen Wirte auf. Gleichzeitig engagierte sie sich in der Gemeinde, wo sie 1995 in den Gemeinderat einzog, 1998 die Funktion der Tourismusobfrau übernahm und von 2007 bis 2014 das Amt der Bürgermeisterin von Pürgg-Trautenfels bekleidete.
Nach einer missglückten Operation im Jahr 2014 war sie querschnittgelähmt, legte alle Funktionen zurück und verkaufte ihr Gasthaus an Dietrich Mateschitz. Sie hatte bereits bei der Nationalratswahl in Österreich 2013 für die ÖVP kandidiert.
Im November 2018 folgte sie Dorothea Schittenhelm als Frauensprecherin des ÖVP-Parlamentsklubs nach.
Barbara Wolfgang-Krenn starb nach jahrelanger Krebserkrankung im April 2019. Barbara Wolfgang-Krenn wurde 49 Jahre alt. Sie wurde in Stainach-Pürgg bestattet.
Ihr Nationalratsmandat ging an Karl Schmidhofer; als Frauensprecherin folgte ihr Juliane Bogner-Strauß nach.